# Открой глаза
«Откро́й глаза́» (укр. Відкрий очі) — другий міні-альбом гурту «Morphine Suffering».

## Список композицій
| #  | Назва                      | Тривалість |
| -- | -------------------------- | ---------- |
| 1. | «Мій сон»                  | 3:22       |
| 2. | «Открой глаза»             | 3:38       |
| 3. | «Crossing the hell's gate» | 3:29       |

## Склад гурту на момент запису
- Яша Скорина — вокал
- Владислав Рильський — гітара
- Семен Дядюра — вокал, гітара
- Максим Живолуп — бас-гітара
- Олексій Шатохін — ударні